# Dobrivoje Trivić
Dobrivoje Trivić (srbskou cyrilicí Добривоје Тривић; 26. října 1943, Ševarice - 23. února 2013, Novi Sad) byl jugoslávský fotbalista srbské národnosti, záložník. 

## Fotbalová kariéra
Hrál za Srem Sremska Mitrovica, FK Vojvodina Novi Sad, Olympique Lyon a Toulouse FC. S Vojvodinou Novi Sad vyhrál v roce 1966 jugoslávskou ligu a s Olympique Lyon v roce 1972 francouzský fotbalový pohár. V Poháru mistrů evropských zemí nastoupil v 6 utkáních a ve Veletržním poháru nastoupil v 11 utkáních a dal 3 góly. Byl členem stříbrné jugoslávské reprezentace na Mistrovství Evropy ve fotbale 1968, nastoupil ve všech 3 utkáních. Za reprezentaci Jugoslávie nastoupil v letech 1966-1969 ve 13 utkáních. 

## Ligová bilance
| Ročník                                   | Zápasy | Góly | Klub                   |
| ---------------------------------------- | ------ | ---- | ---------------------- |
| Druga savezna liga Jugoslavije 1962/1963 | -      | -    | Srem Sremska Mitrovica |
| Druga savezna liga Jugoslavije 1963/1964 | -      | -    | Srem Sremska Mitrovica |
| Druga savezna liga Jugoslavije 1964/1965 | -      | -    | Srem Sremska Mitrovica |
| Jugoslávská Prva liga 1965/1966          | 28     | 7    | FK Vojvodina Novi Sad  |
| Jugoslávská Prva liga 1966/1967          | 27     | 5    | FK Vojvodina Novi Sad  |
| Jugoslávská Prva liga 1967/1968          | 26     | 4    | FK Vojvodina Novi Sad  |
| Jugoslávská Prva liga 1968/1969          | 31     | 7    | FK Vojvodina Novi Sad  |
| Jugoslávská Prva liga 1969/1970          | 30     | 8    | FK Vojvodina Novi Sad  |
| Jugoslávská Prva liga 1970/1971          | 14     | 0    | FK Vojvodina Novi Sad  |
| Ligue 1 1971/1972                        | 26     | 2    | Olympique Lyon         |
| Ligue 1 1971/1972                        | 29     | 0    | Olympique Lyon         |
| Ligue 2 1971/1972                        | 19     | 10   | Toulouse FC            |
| Jugoslávská Prva liga 1974/1975          | 1      | 0    | FK Vojvodina Novi Sad  |
| CELKEM 1. jugoslávská liga               | 157    | 31   |                        |
| CELKEM Ligue 1                           | 55     | 2    |                        |